# Rhythm Divine
Rhythm Divine is een nummer van de Spaanse zanger Ricky Martin uit 1999. Het is de tweede single van zijn debuutalbum Enrique.

## Achtergrondinformatie
"Rhythm Divine" is een vrolijk, zomers nummer waarin Latijns-Amerikaanse en Mediterraanse muziek met elkaar worden gecombineerd. De tekst is romantisch en Iglesias bezingt hoe hij van zijn vriendin en de muziek geniet. 
Als opvolger van het eveneens zomerse Bailamos werd "Rhythm Divine" in veel landen de tweede hit voor Iglesias. Het bereikte de nummer 1-positie in Iglesias' thuisland Spanje. In het Nederlandse taalgebied was het succes iets bescheidener; met een 20e positie in de Nederlandse Top 40, en een 31e positie in de Vlaamse Ultratop 50.
Iglesias heeft ook een Spaanstalige versie van het nummer opgenomen, getiteld Ritmo Total.

## Tracklijst
CD1
1. "Rhythm Divine" – 3:29
2. "Rhythm Divine" (Fernando G club mix) – 5:34

CD2
1. "Rhythm Divine" – 3:29
2. "Rhythm Divine" (Morales radio mix) – 3:13
3. "Rhythm Divine" (stereo dub mix) – 7:20
4. "Rhythm Divine" (Lord G's Divine dub) – 6:46